# Nacoleia
Nacoleia ou Nacolia (em grego: Νακώλεια; romaniz.: Nakoleia) foi uma cidade antiga e medieval na Frígia. Corresponde a atual Seyitgazi, na província de Esquixequir, na região da Anatólia Central da Turquia.

## História
Foi uma cidade da Frígia Salutar, tendo seu nome se originado na lenda da ninfa Nacola. O local rio Partênio (atual rio Bartın) tornou-se a região fértil e é plausível que pelo século III houvesse propriedades imperiais na região. Durante o reinado do imperador Valente (r. 363–378), mais precisamente em 366, o usurpador Procópio (r. 365–366) foi derrotado na cidade. Sob Arcádio (r. 395–408) ela foi ocupada por uma guarnição de godos sob Tribigildo que revoltou-se contra o imperador em 399. Em 768, foi sitiada pelos árabes e temporariamente capturada durante a invasão da Anatólia pelo Califado Abássida.
Como uma sé romana, primeiro foi dependente de Sínada, porém, entre 787-862, se tornaria autocéfala e, entre 1035-1066, metropolitana. Sete de seus bispos são conhecidos, dentre eles Constantino, um dos principais apoiantes da iconoclastia sob Leão III, o Isauro (r. 717–741), que fingiu abjurar seu erro diante do patriarca, São Germano, e foi condenado como um heresiarca no Segundo Concílio de Niceia (787). Em 1066, durante um concílio, menciona-se a presença de um metropolita de Nacoleia, embora tenha sido classificado como o último entre os metropolitas. Como metrópole sem sufragâneos, Nacoleia existiu através do século XIV. Nacoleia está inclusa, com a posição arquiepiscopal, na lista de sés titulares da Igreja Católica e tem sido deixada sem bispos titulares desde 1973.